# Apeadeiro de Pelariga

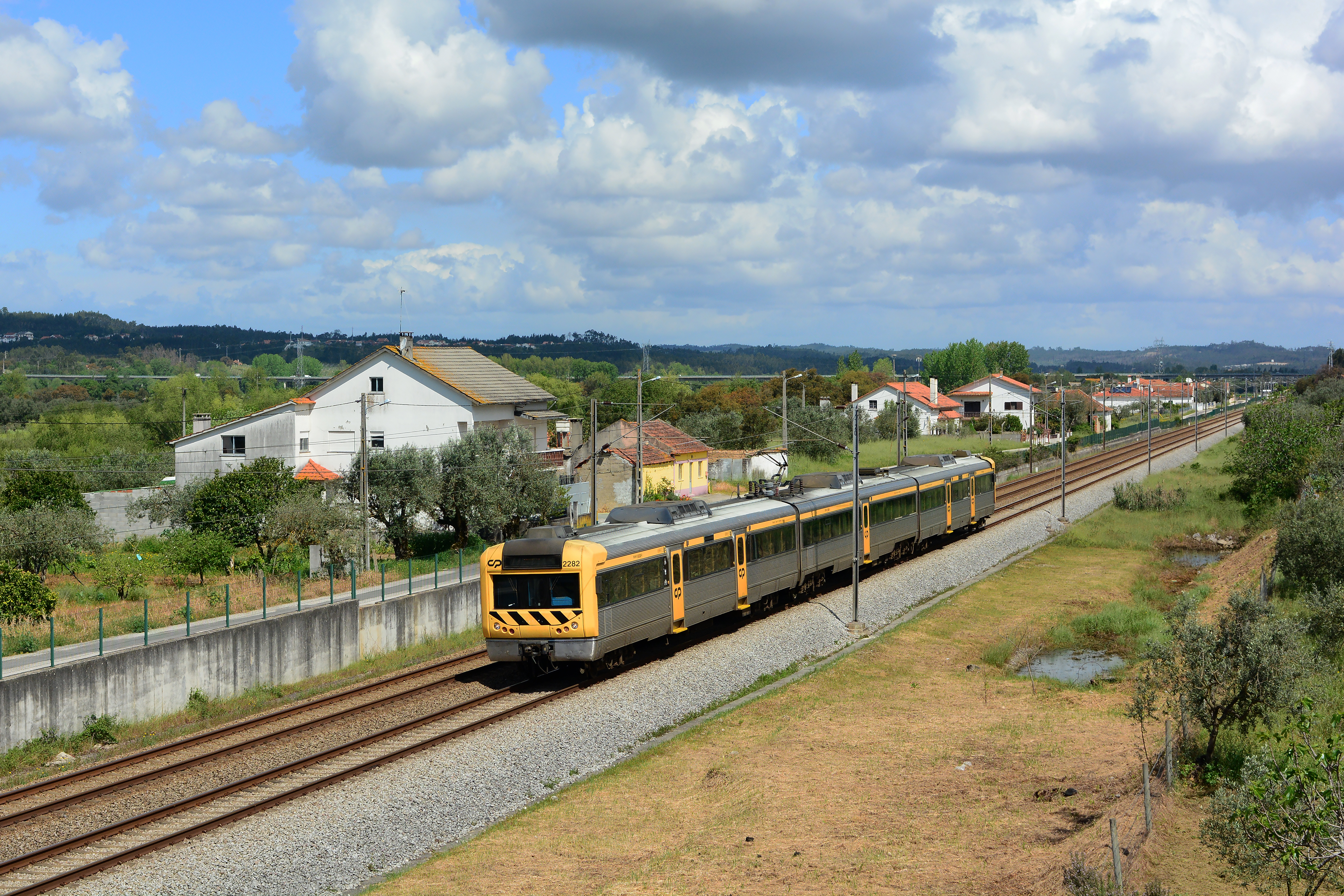
Comboio regional Coimbra-Entroncamento circulando a sul do Apeadeiro de Pelariga

O Apeadeiro de Pelariga é uma gare da Linha do Norte, que serve a localidade de Pelariga, no Distrito de Leiria, em Portugal.

## Descrição
Esta gare tem acesso pela Rua do Apeadeiro, junto à localidade de Pelariga, no concelho de Pombal.

## História
Este apeadeiro situa-se entre as Estações de Entroncamento e Soure da Linha do Norte, tendo este troço sido aberto à exploração no dia 22 de Maio de 1864, pela Companhia Real dos Caminhos de Ferro Portugueses.